# Légion tricolore
Pour les articles homonymes, voir Légion.
La Légion tricolore, qui n'exista quasiment que sur le papier du 22 juin 1942 au 28 décembre 1942, est une tentative du gouvernement de Vichy, sous l'égide de Laval et de son secrétaire d'État Jacques Benoist-Méchin, de récupérer politiquement et militairement la Légion des volontaires français contre le bolchevisme (LVF), créée le 8 juillet 1941. Cette dernière avait en effet un statut d'association de droit privé sous le contrôle exclusif de partis collaborationnistes français et sa partie combattante était intégrée au sein de  l'armée allemande en tant que Infanterie Regiment 638.

## Les objectifs de la légion tricolore
- Faire de la LVF une force française qui pourrait combattre pour la France, selon des objectifs fixés par la France.

En effet, la partie combattante de la LVF servait sur le front de l’Est en tant que 638e régiment d'infanterie allemande, ce qui avait pour conséquence l'impossibilité de recruter des militaires de l'armée d'armistice qui avaient interdiction de servir sous un uniforme étranger.
- Faire de la LVF un instrument politique du gouvernement.

La LVF est déchirée par les partis politiques collaborationnistes qui se battent pour s'imposer à sa tête. La gestion de la Légion est déplorable, les détournements de fonds nombreux, et une véritable bureaucratie tentaculaire règne à Paris confortablement alors que les troupes se font massacrer sur le front.
La Légion tricolore devait permettre donc :
- d'arracher la LVF à ses luttes intestines politiques ;
- de créer une force française avec des objectifs français (intervention en Afrique du Nord notamment) ;
- de recruter des militaires de l'armée d'armistice ;
- d'intensifier la collaboration avec les Allemands.

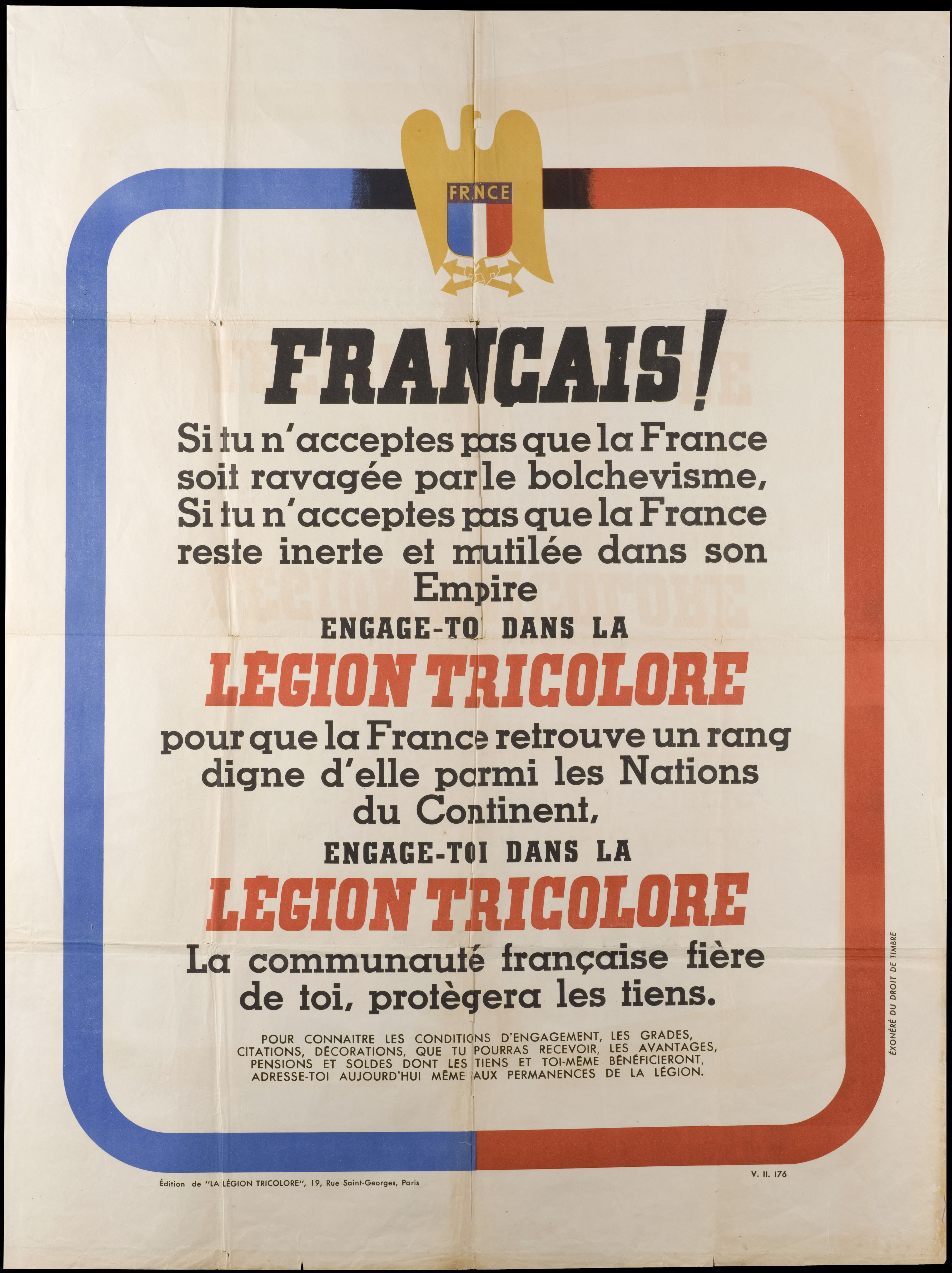
Affiche de recrutement de la Légion tricolore.

## L'échec de la mise en place de la Légion tricolore
Elle échoue en grande partie parce que les responsables français tenaient pour acquis une éventuelle décision allemande positive. Or, les Allemands n'avaient alors aucune envie de voir une telle force mise sur pied, celle-ci pouvant se retourner contre eux si d'aventure la situation le permettait tel qu'un ralliement du gouvernement de Vichy à la cause des Alliés.
Un délégué de la commission d'armistice a fait une enquête qui a mené les Allemands à exiger du gouvernement français la dissolution de la Légion tricolore qu'ils ne reconnaissaient pas, et Hitler l'a interdite le 17 septembre 1942. Le gouvernement français a ensuite obtempéré : la loi no 1113 du 28 décembre 1942 (Journal officiel du 17 janvier 1943) en a porté dissolution.
Bilan :
- La Légion tricolore dissoute, bon nombre de ses membres ne faisant pas partie de l'armée d'armistice rejoignent la LVF ;
- La LVF récupère certains candidats à la Légion tricolore ;
- Les partis collaborationnistes qui craignaient que la LVF soit récupérée par la Légion sortent renforcés ;
- Pour le gouvernement de Vichy, c'est un échec cuisant.

## Suites
En Afrique du Nord, à Alger, après le débarquement allié, un projet de création d'une Légion tricolore locale est envisagé, sous le commandement du général Giraud. Ce projet se heurte à une forte opposition. Des volontaires seront néanmoins recrutés pour former les Corps francs d'Afrique, pour combattre aux côtés des Américains.